# Vanves
Vanves é uma comuna francesa na região administrativa da Ilha de França, no departamento de Hauts-de-Seine. Estende-se por uma área de 1,56 km². Em 2010 a comuna tinha 27 744 habitantes (densidade: 17 784,6 hab./km²).

## Toponímia
O nome da cidade vem da palavra celta Venna, que significa açude de peixes. No ano II (1793), o nome da cidade era Vauves, antes de se tornar Vanvre. Em 1801, o Bulletin des Lois mudou seu nome para Vanvres.

## História

### Idade Média e Tempos modernos
Essa vila apareceu em um documento de 1163 como pertencente à abadia de Sainte- Geneviève de Paris; em 1247, os habitantes foram liberados pelo abade.
A igreja Saint-Rémy (place de la République no fundo de Vanves) data de 1419.
Em 1423, o abade permanecido fiel a Carlos VII, é preso por Henrique IV, rei da Inglaterra.

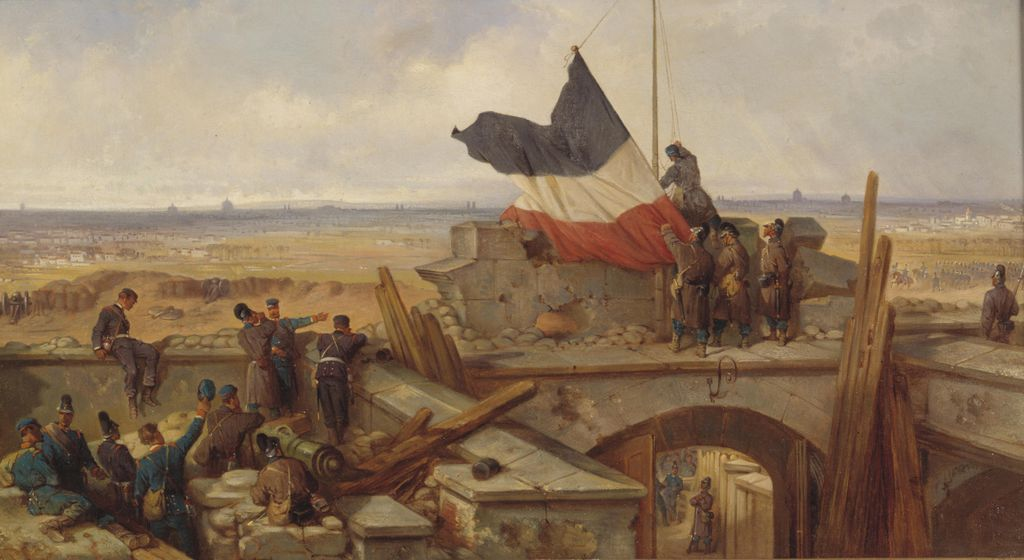
Eugen Adam, mudança de bandeira no forte de Vanves em 19 de janeiro de 1871.

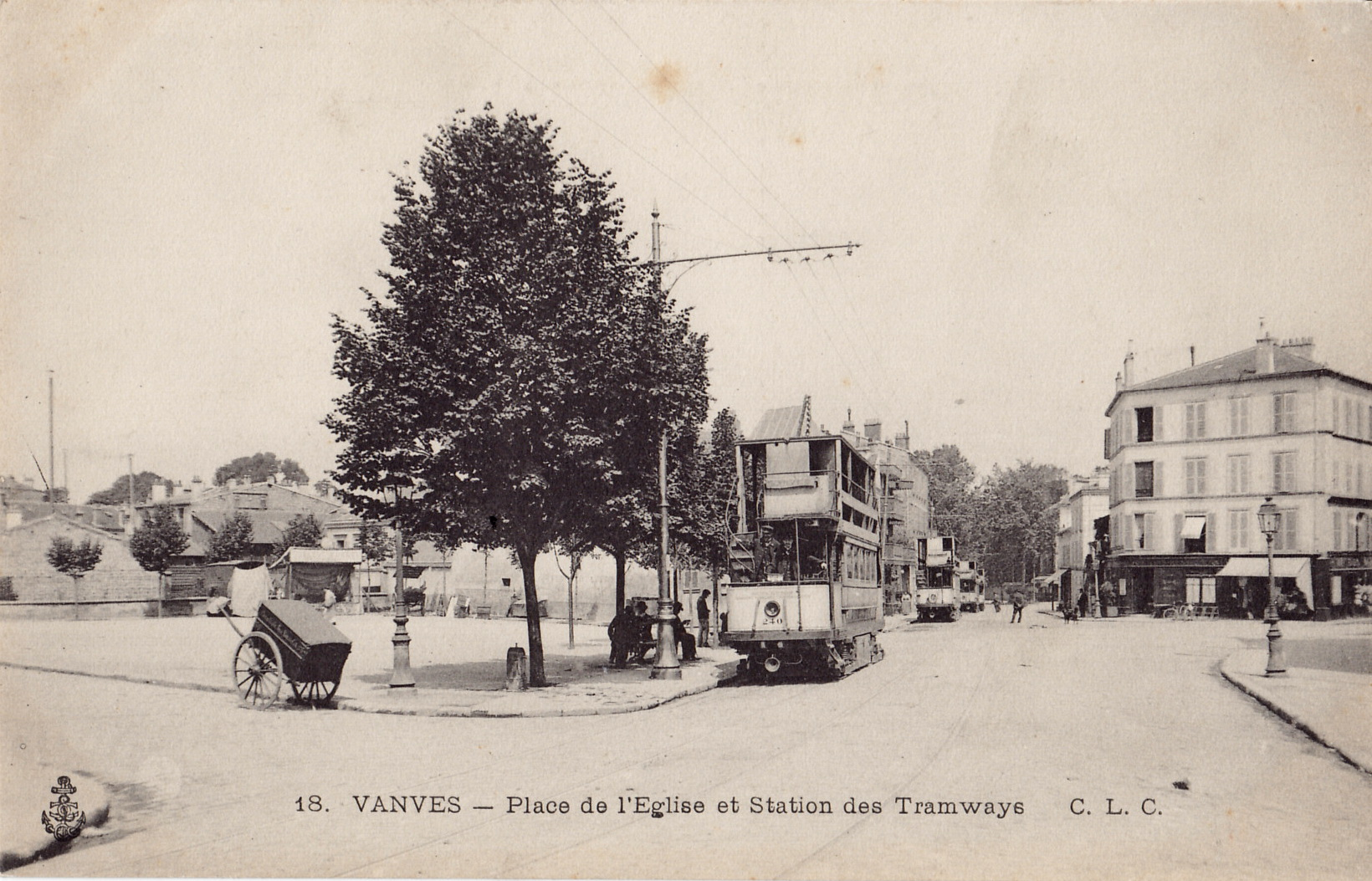
A place de l'Église no início do século XX.
Foi a estação dos tramways parisienses.

Francisco I, escrevendo para o Imperador Carlos Quinto, leva o título de "Rei da França, Senhor de Gonesse e de Vanvres", "para zombar da longa lista de títulos que tinha o imperador" (Mathurin Régnier).
Em 1700, os príncipes de Condé construíram um castelo, cujo arquiteto era Mansart (ele abriga agora o colégio e o liceu).

### Desde a Revolução
No quadro da reforma administrativa de 1789, a comuna de Vanves fez parte do departamento do Sena e do distrito de Bourg-la-Reine (Bourg-l'Égalité na 1ª República), depois do arrondissement de Sceaux (1801).
Em 1860, a reforma do prefeito Haussmann anexou ao atual 15º arrondissement de Paris uma parte do território de Vanves; em 1883, o corte do território comunal introduzido pela via férrea a partir da Gare Montparnasse levou à criação da comuna de Malakoff.
Em 1964 Vanves foi anexada ao novo departamento dos Altos do Sena.

## Geminação
Vanves é geminada com:
- Lehrte (Alemanha) desde 1963[6];
- Ballymoney (Reino Unido) desde 2000 (Irlanda do Norte)[6];
- Rosh HaAyin (Israel) desde 13 de setembro de 2009[7].

## Cultura local e patrimônio

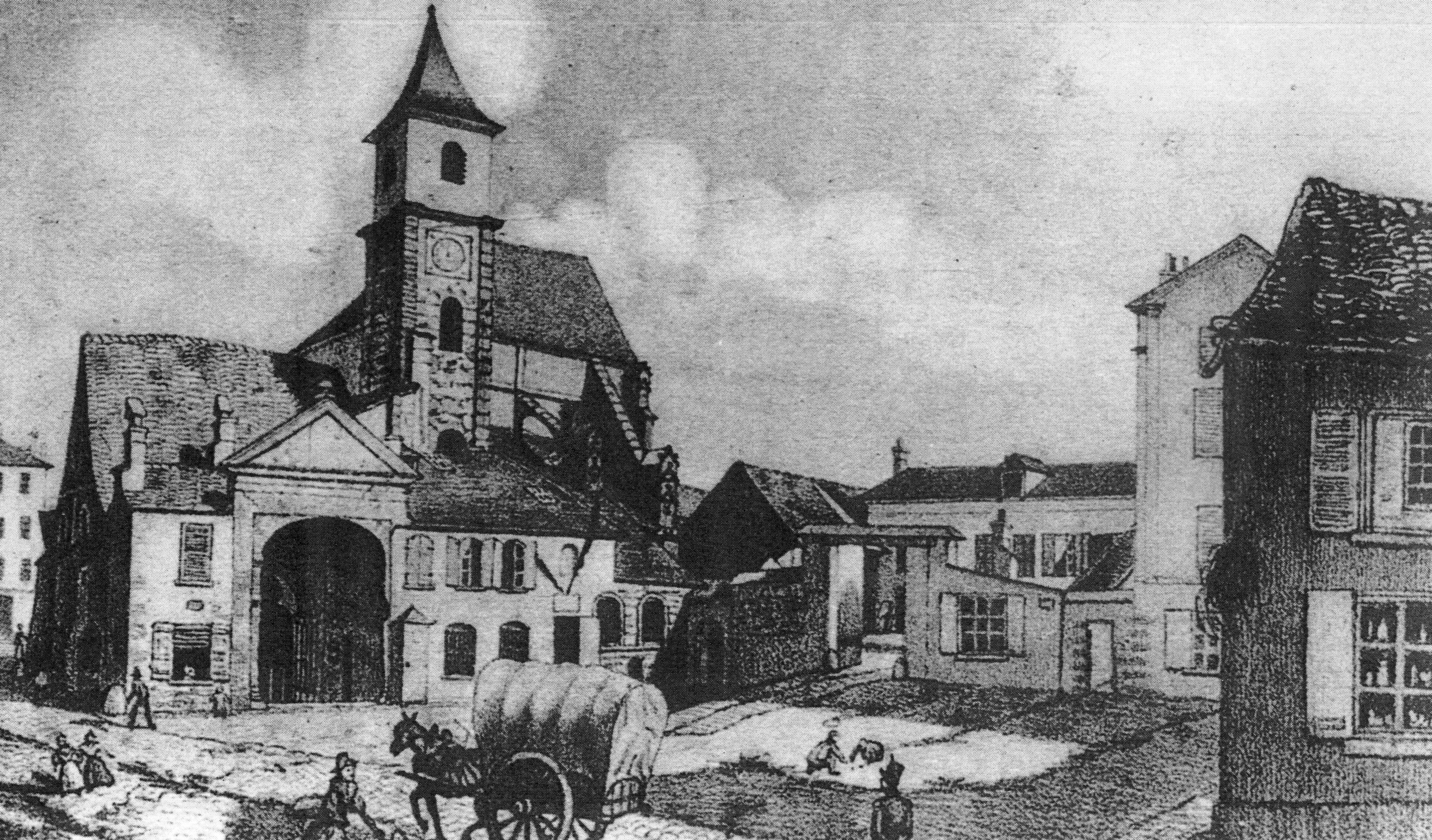
Gravura do século XIX da Igreja de Saint-Rémy.

A cidade inclui muitos monumentos listados no inventário geral do patrimônio cultural da França.
- Restos galo-romanos com a descoberta de uma vasta galeria periférica do século II ou III d.C.[9].
- Igreja de Saint-Rémy, inscrita no inventário de monumentos históricos. É construída em estilo gótico extravagante e foi consagrada em 1449. Possui nave que termina em capela-mor trilateral. Parte desta nave foi construída no século XIX, altura em que foram acrescentados frescos pintados. A torre sineira, após a destruição da guerra de 1870-1871, foi erguida em 1874. A renovação do interior da igreja começou em meados de 2006.
- O Château de Vanves ou Château de Claude Lebas de Montargis, construído em 1698 por Jules Hardouin-Mansart, que deu nome aos edifícios que abrigam a administração do famoso lycée Michelet.
Esta residência foi adquirida em 1717 por uma das figuras mais poderosas do reino: Louis IV Henri de Bourbon-Condé, príncipe de Condé <referência>

Predefinição:Link da web.</ref>.
- Priorado de Sainte-Bathilde, mosteiro fundado em 1921 por Madre Waddington-Demas a conselho de um monge da Ligugé, Dom Jean Messe. O mosteiro foi construído entre 1934 e 1936 por dom Bellot, um monge arquiteto. A igreja foi consagrada por Roncalli, o futuro Papa João XXIII, em 1949.
- Igreja Saint-François-d'Assise de Vanves, consagrada em 1986, no local de uma antiga igreja de 1921 demolida em 1980.
- A estátua L'Effort, do escultor Émile Guillaume, praça François-Mitterrand.